# Ткаченко Андрій Григорович
Андрій Григорович Ткаченко (27 листопада 1908, Сокиринці, Прилуцький повіт — 20 січня 1989, Москва) — командир ескадрильї 49-го винищувального авіаційного полку 8-ї армії, капітан, Герой Радянського Союзу (1940).

## Біографія
Народився 27 листопада 1908 року в селі Сокиринцях Срібнянського повіту Полтавської губернії в селянській родині. Українець. Закінчив 7 класів. Працював слюсарем на станції Ромни.
У Червоній Армії з 1928 року. В 1929 закінчив Ленінградську військово-теоретичну школу льотчиків, а в 1931 — Борисоглібську військову школу льотчиків. Учасник радянсько-фінської війни 1939—1940 років.
Командир ескадрильї 49-го винищувального авіаційного полку капітан Андрій Ткаченко до березня 1940 року здійснив 103 бойові вильоти на розвідку та штурмування противника. Указом Президиума Верховного Совета СССР от 19 травня 1940 року «за зразкове виконання бойових завдань командування на фронті боротьби з фінською білогвардійщиною та виявлені при цьому відвагу та геройство», капітанові Ткаченка Андрію Григоровичу присвоєно звання Героя Радянського Союзу із врученням ордена Леніна і медалі «Золота Зірка» .
Учасник Німецько-радянської війни із червня 1941 року. Командував 19-м винищувальним авіаційним полком. З 7 липня 1941 року 19-й винищувальний авіаційний полк входив до складу 7-го винищувального авіаційного корпусу ППО. Обороняючи Ленінград, полк під командуванням А. Ткаченка виконав 3145 бойових вильотів, провів 415 повітряних боїв та знищив 116 літаків ворга. У боях з чисельно переважаючим противником загинули смертю хоробрих 17 льотчиків та 13 льотчиків не повернулися з бойових завдань. Бойові втрати матеріальної частини становили 57 літаків.
У 1942 році полк вів бойові дії у складі Волховського, Воронезького та Південно-Західного фронтів.
На початку травня 1942 полк перебазувався на аеродром Волгіно Боровичного району Ленінградської області, де виконував функції навчально-тренувального центру Волховського фронту з метою переучування льотного складу на нову авіаційну техніку.
10 вересня 1942 полк перебазувався на аеродром Люберці і увійшов до складу 269-ї винищувальної авіаційної дивізії. За 1942 полк під командуванням А. Ткаченка виконав 1312 бойових вильотів, у повітряних боях було збито 46 літаків супротивника, знищено велику кількість живої сили та техніки супротивника.
20 січня 1943 року 19-й винищувальний авіаційний полк перебазувався з аеродрому Чкаловська на аеродром Журбиці та вступив у підпорядкування командувача 2-ї повітряної армії 1-го Українського фронту. У той час полк мав 39 екіпажів, озброєних літаками Ла-5. У складі 2-ї повітряної армії льотчики полку у 39 повітряних боях збили 47 літаків супротивника та ще 6 знищили на землі.
19-м винищувальним авіаційним полком майор А. Ткаченко командував до серпня 1943 року. Потім багато років служив старшим інспектором Управління винищувальної авіації Головного управління бойової підготовки Військово-повітряних сил Червоної Армії.
Після війни продовжував службу у лавах Радянської Армії. З 1958 полковник А. Ткаченко — в запасі. Жив у місті Москві. Працював економістом-плановиком у ЦК ДТСААФ. Помер 20 січня 1989 року. Похований у селі Образцово Щолківського району Московської області.
Нагороджений трьома орденами Леніна, п'ятьма орденами Червоного Прапора, двома орденами Вітчизняної війни 1-го ступеня, орденом Червоної Зірки, медалями.